# 白點裸胸鱔
白點裸胸鱔，又稱白點裸胸鯙，為輻鰭魚綱鰻鱺目鯙亞目鯙科的其中一種，分布於西印度洋區，從紅海至南非Algoa灣海域，棲息深度20-70公尺，體長可達130公分，為底棲性魚類，屬肉食性，生活習性不明。

## 擴展閱讀
維基物種上的相關：白點裸胸鱔